# 2018年基兹利亚尔教堂枪击事件
2018年2月18日，俄罗斯联邦达吉斯坦共和国的一名22岁男子持狩猎步枪向基兹利亚尔一座东正教教堂的人群开火，造成5名妇女死亡，数人受伤，其中包括一名警察和一名士兵。凶手已被警方击毙。
事件发生时数十名市民正在一座东正教堂参加谢肉节庆祝活动。
伊斯兰国声称其战士哈利勒·达吉斯坦尼（Khalil al-Dagestani，意为“达吉斯坦的哈利勒”，本名为哈利勒·哈利洛夫）发动了此次袭击事件。